# Revoluções de 1989
Revoluções de 1989, também conhecidas como a Queda do Comunismo, foram uma onda revolucionária de movimentos de democracia liberal que resultou no colapso da maioria dos governos marxistas-leninistas no Bloco de Leste e em outras partes do mundo. É por vezes também referida como o Outono das Nações, um jogo de palavras com o termo Primavera das Nações que é por vezes usado para descrever as Revoluções de 1848 na Europa. As Revoluções de 1989 contribuíram para a dissolução da União Soviética — uma das duas superpotências globais — e o abandono de regimes comunistas em muitas partes do mundo, alguns dos quais foram violentamente derrubados. Esses eventos alteraram drasticamente o equilíbrio de poder mundial, marcando o fim da Guerra Fria.
Os primeiros protestos registados como parte das Revoluções de 1989 começaram no Cazaquistão, então parte da União Soviética, em 1986, com manifestações estudantis, e o último capítulo das revoluções terminou em 1996, quando a Ucrânia aboliu o sistema político de governo soviético, adotando uma nova constituição que substituiu a constituição da era soviética. A principal região destas revoluções foi a Europa Central, começando na Polônia com o movimento de greve geral dos trabalhadores polacos em 1988, depois na Hungria, Alemanha Oriental, Bulgária, Checoslováquia e Romênia. Em 4 de junho de 1989, o sindicato polonês Solidariedade obteve uma vitória esmagadora em eleições parcialmente livres, levando à queda pacífica do comunismo na Polônia. Também em junho de 1989, a Hungria começou a desmantelar sua parte da Cortina de Ferro física. Em agosto de 1989, a abertura de um portão de fronteira entre a Áustria e a Hungria desencadeou uma reação pacífica em cadeia, na qual o Bloco Oriental se desintegrou. Isso levou a manifestações em massa em cidades da Alemanha Oriental, como Leipzig, e posteriormente à queda do Muro de Berlim em novembro de 1989, que serviu como porta de entrada simbólica para a reunificação alemã em 1990. Uma característica comum à maioria destes acontecimentos foi o uso extensivo de campanhas de resistência civil, demonstrando a oposição popular à continuação do regime de partido único e contribuindo para a pressão pela mudança. A Romênia foi o único país em que os cidadãos e as forças da oposição usaram a violência para derrubar o seu regime comunista, embora estivesse politicamente isolada do resto do Bloco de Leste.
A própria União Soviética se tornou uma república semipresidencial multipartidária em março de 1990 e realizou sua primeira eleição presidencial, marcando uma mudança drástica como parte de seu programa de reformas. A União Soviética foi dissolvida em dezembro de 1991, resultando em sete novos países que declararam sua independência ao longo do ano, enquanto os Estados bálticos recuperaram sua independência em setembro de 1991, juntamente com Ucrânia, Geórgia, Azerbaijão e Armênia. O restante da União Soviética, que constituía a maior parte da área, continuou com o estabelecimento da Federação Russa. A Albânia e a Iugoslávia abandonaram o comunismo entre 1990 e 1992, época em que a Iugoslávia já havia se dividido em cinco novos países. A Checoslováquia dissolveu-se três anos após o fim do regime comunista, dividindo-se pacificamente na República Checa e na Eslováquia em 1 de janeiro de 1993. A Coreia do Norte abandonou o marxismo-leninismo em 1992. É considerado que a Guerra Fria acabou “oficialmente” em 3 de dezembro de 1989, durante a Cúpula de Malta entre os líderes soviéticos e americanos. No entanto, muitos historiadores argumentam que a dissolução da União Soviética em 26 de dezembro de 1991 foi o fim real da Guerra Fria.
O impacto desses eventos foi sentido em muitos Estados socialistas do terceiro mundo. Simultaneamente aos eventos na Polônia, os protestos na Praça da Paz Celestial (abril-junho de 1989) não conseguiram estimular grandes mudanças políticas na China continental, mas imagens influentes de resistência durante o protesto ajudaram a precipitar eventos em outras partes do globo. Três países asiáticos - Afeganistão, Camboja e Mongólia - abandonaram o comunismo entre 1992 e 1993, através de reformas ou de conflitos. Oito países da África ou seus arredores também o abandonaram: Etiópia, Angola, Benim, Congo-Brazzaville, Moçambique, Somália, bem como o Iêmen do Sul, unificado com o Iêmen do Norte. As reformas políticas variaram, mas em apenas cinco países os partidos comunistas marxistas-leninistas conseguiram manter o monopólio do poder: China, Cuba, Laos, Coreia do Norte e Vietnã. Alguns deles, como Vietnã, Laos e China, fizeram reformas econômicas nos anos seguintes para adotar algumas formas de economia de mercado sob o socialismo de mercado. O cenário político europeu mudou drasticamente, com vários antigos países do Bloco Oriental se juntando à OTAN e à União Europeia, resultando em uma integração econômica e social mais forte com a Europa Ocidental e a América do Norte. Muitas organizações comunistas e socialistas no Ocidente transferiram seus princípios orientadores para a social-democracia e o socialismo democrático. Em contraste, e um pouco mais tarde, na América do Sul, uma onda rosa começou na Venezuela em 1999 e moldou a política em outras partes do continente até o início dos anos 2000. Entretanto, em certos países, as consequências destas revoluções resultaram em conflitos e guerras, incluindo vários conflitos pós-soviéticos que permanecem congelados até hoje, bem como guerras em grande escala, nomeadamente as Guerras Iugoslavas que levaram ao genocídio da Bósnia em 1995.

## Contexto

### Emergência do sindicato Solidariedade na Polônia
A turbulência trabalhista na Polônia durante 1980 levou à formação do sindicato independente Solidariedade, liderado por Lech Wałęsa, que com o tempo se tornou uma força política. No entanto, em 13 de dezembro de 1981, o primeiro-ministro polonês Wojciech Jaruzelski iniciou uma repressão ao Solidariedade declarando lei marcial na Polônia, suspendendo o sindicato e prendendo temporariamente todos os seus líderes.

### Mikhail Gorbachev

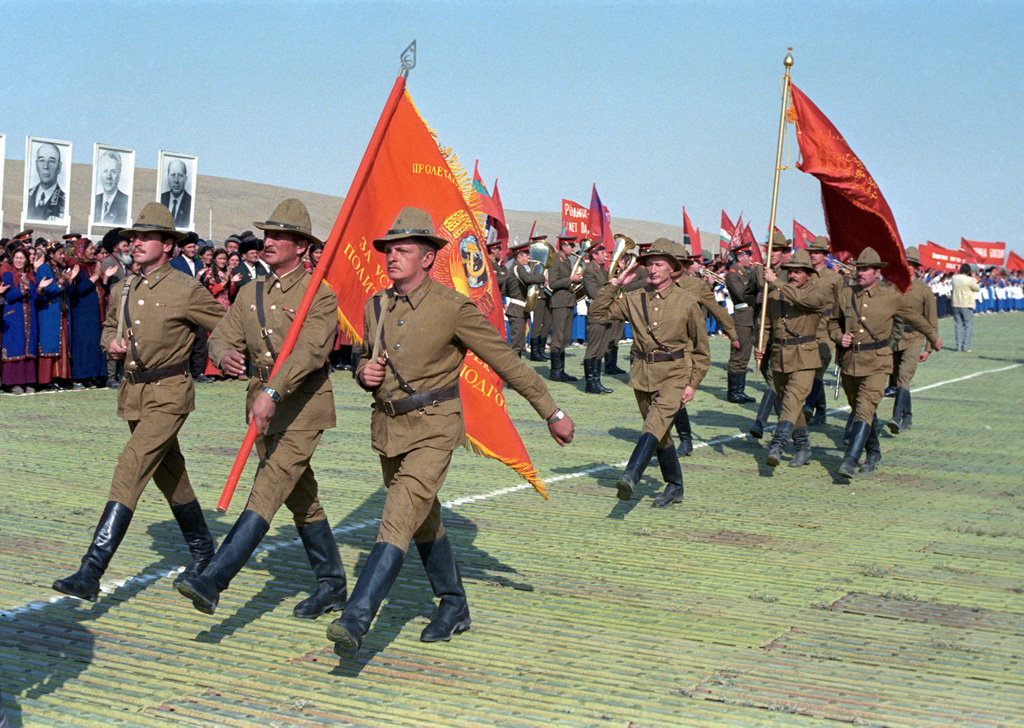
A primeira fase da retirada das forças soviéticas do Afeganistão, 20 de outubro de 1986

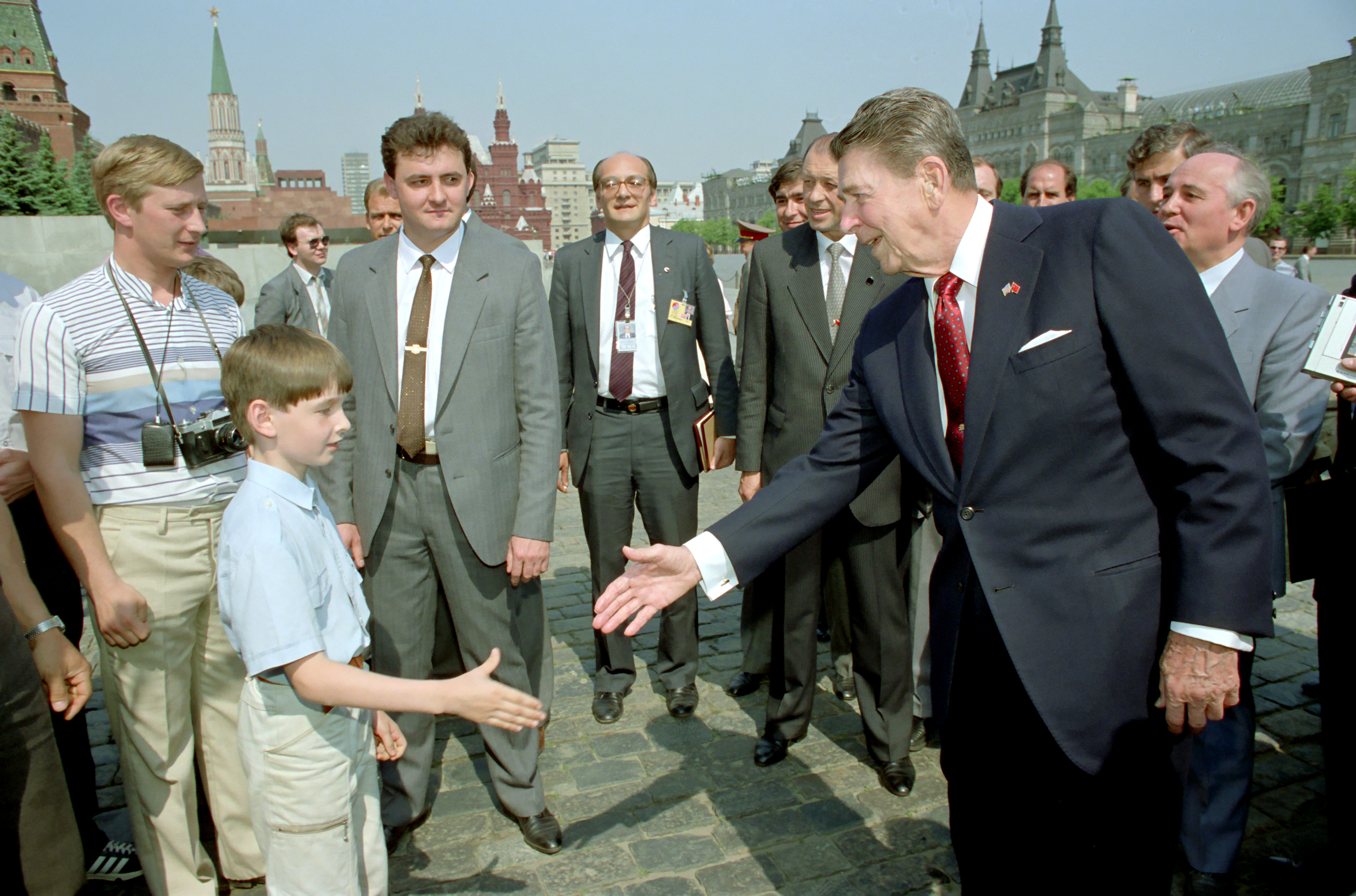
O presidente dos EUA Ronald Reagan e Mikhail Gorbachev na Praça Vermelha, Moscou, 31 de maio de 1988

Embora vários países do Bloco Oriental tenham tentado algumas reformas econômicas e políticas limitadas e abortadas desde a década de 1950 (por exemplo, a Revolução Húngara de 1956 e a Primavera de Praga de 1968), a ascensão do líder soviético reformista Mikhail Gorbachev em 1985 sinalizou a tendência para uma maior liberalização. Em meados da década de 1980, uma geração mais jovem de burocratas soviéticos, liderada por Gorbachev, começou a defender reformas fundamentais para reverter anos de estagnação de Brejnev. Após décadas de crescimento, a União Soviética enfrentava agora um período de grave declínio econômico e necessitava de tecnologia e créditos ocidentais para compensar seu crescente atraso. Os custos de manutenção do seu exército, da KGB e os subsídios aos Estados clientes estrangeiros pressionaram ainda mais a moribunda economia soviética.
Mikhail Gorbachev sucedeu como Secretário Geral do Partido Comunista da União Soviética e chegou ao poder em 1985. Os primeiros sinais de grandes reformas surgiram em 1986, quando Gorbachev lançou uma política de glasnost (abertura) e enfatizou a necessidade da perestroika (reestruturação econômica). Na primavera de 1989, a União Soviética não só vivenciou um animado debate na mídia, mas também realizou suas primeiras eleições com vários candidatos no recém-criado Congresso dos Deputados do Povo. Embora a glasnost ostensivamente defendesse a abertura e a crítica política, estas só eram permitidas dentro de um espectro estreito ditado pelo Estado. O público em geral no Bloco de Leste ainda estava sujeito à polícia secreta e à repressão política.
Gorbachev pediu aos seus colegas da Europa Central e do Sudeste que imitassem a perestroika e a glasnost em seus próprios países. Entretanto, enquanto os reformistas na Hungria e na Polônia foram encorajados pela força da liberalização que se espalhava do leste, outros países do Bloco Oriental permaneceram abertamente céticos e demonstraram aversão à reforma. Acreditando que as iniciativas de reforma de Gorbachev seriam de curta duração, os governantes comunistas de linha dura, como Erich Honecker da Alemanha Oriental, Todor Zhivkov da Bulgária, Gustáv Husák da Checoslováquia e Nicolae Ceaușescu da Roménia, ignoraram obstinadamente os apelos à mudança. "Quando o seu vizinho coloca um novo papel de parede, isso não significa que você também tenha que fazer o mesmo", declarou um membro do Politburo da Alemanha Oriental.

### Repúblicas soviéticas

Uma série animada de mapas mostrando a queda dos regimes comunistas na Europa Oriental e a dissolução da União Soviética, que mais tarde levou a conflitos no espaço pós-soviético

No final da década de 1980, as pessoas nas repúblicas do Cáucaso e do Báltico exigiam mais autonomia de Moscou, e o Kremlin estava perdendo parte de seu controle sobre certas regiões e elementos da União Soviética. As rachaduras no sistema soviético começaram em dezembro de 1986 no Cazaquistão, quando seus cidadãos protestaram contra um russo étnico que havia sido nomeado secretário do braço republicano cazaque do PCUS. Esses protestos foram reprimidos depois de três dias. Em novembro de 1988, a República Socialista Soviética da Estónia emitiu uma declaração de soberania,  que acabaria por levar outros estados a fazerem declarações semelhantes de autonomia. Em novembro de 1988, a República Socialista Soviética da Estônia emitiu uma declaração de soberania, que acabaria por levar outros estados a fazerem declarações semelhantes de autonomia.
O desastre de Chernobyl em abril de 1986 teve grandes efeitos políticos e sociais que catalisaram ou pelo menos causaram parcialmente as Revoluções de 1989. Um resultado político do desastre foi o aumento significativo da importância da nova política soviética de glasnost. É difícil estabelecer o custo econômico total do desastre. Segundo Gorbachev, a União Soviética gastou 18 bilhões de rublos (o equivalente a 18 bilhões de dólares americanos naquela época) em contenção e descontaminação, levando o país praticamente à falência.

### Impacto do Solidariedade cresce

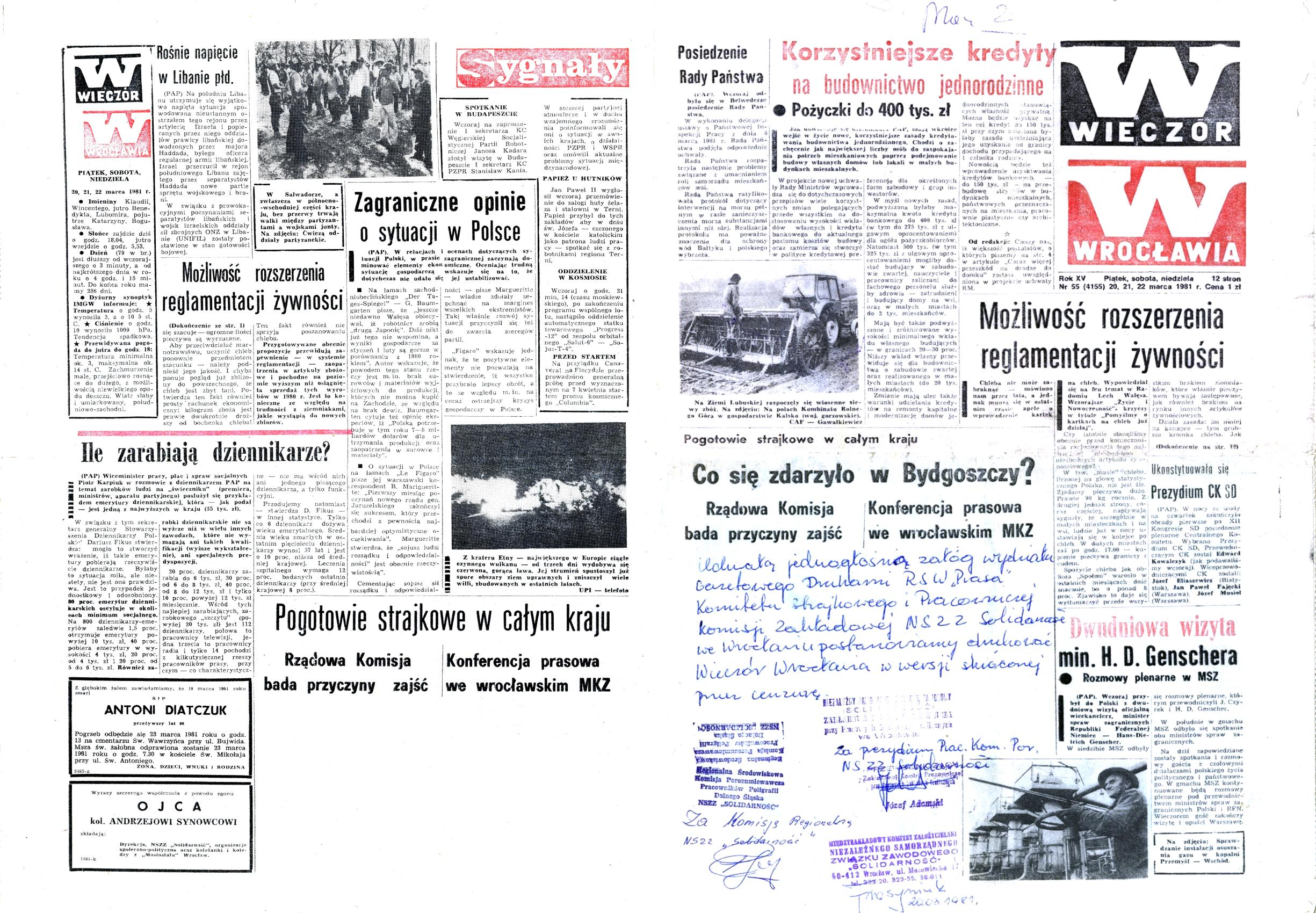
A edição de 20–21 de março de 1981 do Wieczór Wrocławia (Esta noite em Wrocław) mostra espaços em branco restantes depois que o censor do governo retirou artigos da página 1 (à direita, "O que aconteceu em Bydgoszcz?") e da última página (à esquerda, "Alerta de greve em todo o país"), deixando apenas seus títulos, pois os impressores — membros do sindicato Solidariedade — decidiram publicar o jornal com os espaços em branco intactos.

Em meados da década de 1980, o Solidariedade persistiu apenas como uma organização clandestina, apoiada pela Igreja Católica. Entretanto, no final da década de 1980, se tornou forte o suficiente para frustrar as tentativas de reforma de Jaruzelski, e greves nacionais em 1988 forçaram o governo a abrir um diálogo. Em 9 de março de 1989, ambos os lados concordaram com uma legislatura bicameral chamada Assembleia Nacional. O já existente Sejm se tornaria a câmara baixa. O Senado seria eleito pelo povo. Tradicionalmente um cargo cerimonial, a presidência recebeu mais poderes (Acordo da Mesa Redonda Polonesa).
Em 7 de julho de 1989, o secretário-geral Mikhail Gorbachev renunciou implicitamente ao uso da força contra outras nações do bloco soviético. Falando aos membros do Conselho da Europa, composto por 23 nações, o Sr. Gorbachev não fez nenhuma referência direta à chamada Doutrina Brejnev, segundo a qual Moscou havia afirmado o direito de usar a força para impedir que um membro do Pacto de Varsóvia deixasse o partido comunista. Ele afirmou: "Qualquer interferência nos assuntos internos e quaisquer tentativas de restringir a soberania dos estados - amigos, aliados ou quaisquer outros - são inadmissíveis".

## Por país

### Polônia

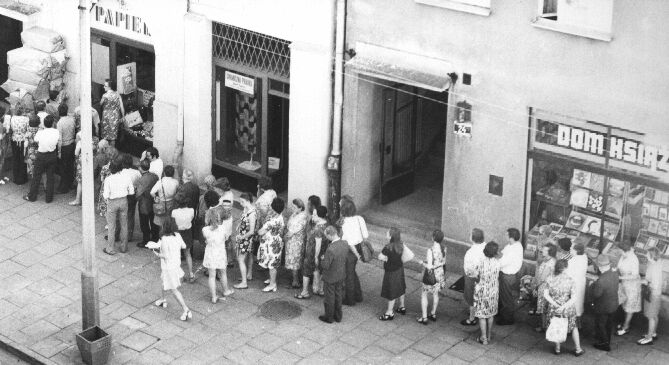
Pessoas fazem fila para entrar em uma loja, uma visão típica da Polônia na década de 1980

Uma onda de greves atingiu a Polônia em 21 de abril de 1988 e continuou em maio seguinte. Uma segunda onda começou em 15 de agosto, quando uma greve eclodiu na mina de carvão Manifesto de Julho em Jastrzębie-Zdrój, com os trabalhadores exigindo a relegalização do sindicato Solidariedade. Nos dias seguintes, 16 outras minas entraram em greve, seguidas por vários estaleiros, incluindo, em 22 de agosto, o Estaleiro de Gdansk, famoso por ser o epicentro da agitação industrial de 1980 que deu origem à Solidariedade. Em 31 de agosto de 1988, Lech Wałęsa, o líder do Solidariedade, foi convidado para Varsóvia pelas autoridades comunistas, que finalmente concordaram em negociar.
Em 18 de janeiro de 1989, numa sessão tempestuosa da Décima Sessão Plenária do Partido dos Trabalhadores Unidos, o general Wojciech Jaruzelski, o primeiro secretário, conseguiu obter o apoio do partido para negociações formais com a Solidariedade, levando à sua futura legalização, embora isso só tenha sido alcançado ameaçando a renúncia de toda a liderança do partido se fosse frustrado. Em 6 de fevereiro de 1989, as discussões formais da Mesa Redonda começaram no Salão das Colunas em Varsóvia. Em 4 de abril de 1989, o histórico Acordo da Mesa Redonda foi assinado, legalizando o Solidariedade e estabelecendo eleições parlamentares parcialmente livres a serem realizadas em 4 de junho de 1989, aliás, um dia após o massacre de manifestantes chineses na Praça da Paz Celestial à meia-noite.

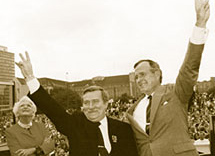
O presidente do Solidariedade Lech Wałęsa (centro), com o presidente George H. W. Bush (direita) e Barbara Bush (esquerda) em Varsóvia, julho de 1989

Em 15 de agosto de 1989, os dois antigos parceiros de coalizão dos comunistas, o Partido Popular Unido (ZSL) e o Partido Democrático (SD), romperam sua aliança com o PZPR e anunciaram seu apoio ao Solidariedade. O último primeiro-ministro comunista da Polônia, o general Czesław Kiszczak, disse que se demitiria para permitir que um não comunista formasse uma administração. Como o Solidariedade era o único outro grupo político que poderia formar um governo, era praticamente garantido que um de seus membros se tornaria o primeiro-ministro.
Em 19 de agosto de 1989, num momento decisivo e impressionante, Tadeusz Mazowiecki, um editor anticomunista, apoiador do Solidariedade e católico devoto, foi nomeado primeiro-ministro da Polônia e a União Soviética não manifestou qualquer protesto. Cinco dias depois, em 24 de agosto de 1989, o parlamento polonês pôs fim a mais de 40 anos de governo de partido único, tornando Mazowiecki o primeiro primeiro-ministro não comunista do país desde os primeiros anos do pós-guerra. Num parlamento tenso, Mazowiecki obteve 378 votos, com 4 contra e 41 abstenções. Em 13 de setembro de 1989, um novo governo não comunista foi aprovado pelo parlamento, o primeiro do gênero no Bloco de Leste.
Em 17 de novembro de 1989, a estátua de Felix Dzerzhinsky, fundador polonês da Tcheka e símbolo da opressão comunista, foi derrubada na Praça do Banco, em Varsóvia. Em 29 de dezembro de 1989, o Sejm alterou a constituição para mudar o nome oficial do país de República Popular da Polônia para República da Polônia. O Partido Comunista dos Trabalhadores Unidos Poloneses dissolveu-se em 29 de janeiro de 1990 e transformou-se na Social-Democracia da República da Polónia.
Em 1990, Jaruzelski renunciou ao cargo de presidente da Polônia e foi sucedido por Wałęsa, que venceu as eleições presidenciais de 1990 realizadas em dois turnos, em 25 de novembro e 9 de dezembro. A posse de Wałęsa como presidente em 21 de dezembro de 1990 é considerada por muitos como o fim formal da República Popular da Polônia comunista e o início da moderna República da Polônia. O Pacto de Varsóvia foi dissolvido em 1º de julho de 1991. Em 27 de outubro de 1991, ocorreram as primeiras eleições parlamentares polonesas totalmente livres desde 1945. Isso completou a transição da Polônia do governo comunista para um sistema político democrático liberal de estilo ocidental. As últimas tropas russas deixaram a o território polonês em 18 de setembro de 1993.

### Hungria
Seguindo o exemplo da Polônia, a Hungria foi a próxima a adotar um governo não comunista. Embora o país tenha conseguido algumas reformas econômicas duradouras e uma liberalização política limitada durante a década de 1980, as grandes reformas só ocorreram após a substituição de János Kádár como Secretário-Geral do Partido Comunista em 23 de maio de 1988 por Károly Grósz. Em 24 de novembro de 1988, Miklós Németh foi nomeado primeiro-ministro. Em 12 de janeiro de 1989, o parlamento adotou um “pacote democrático”, que incluía o pluralismo sindical; a liberdade de associação, de reunião e de imprensa; uma nova lei eleitoral; e uma revisão radical da constituição, entre outras disposições. Em 29 de janeiro de 1989, contrariando a visão oficial da história mantida durante mais de 30 anos, um membro do Politburo no poder, Imre Pozsgay, declarou que a rebelião de 1956 na Hungria foi uma revolta popular e não uma tentativa de contrarrevolução instigada por estrangeiros.

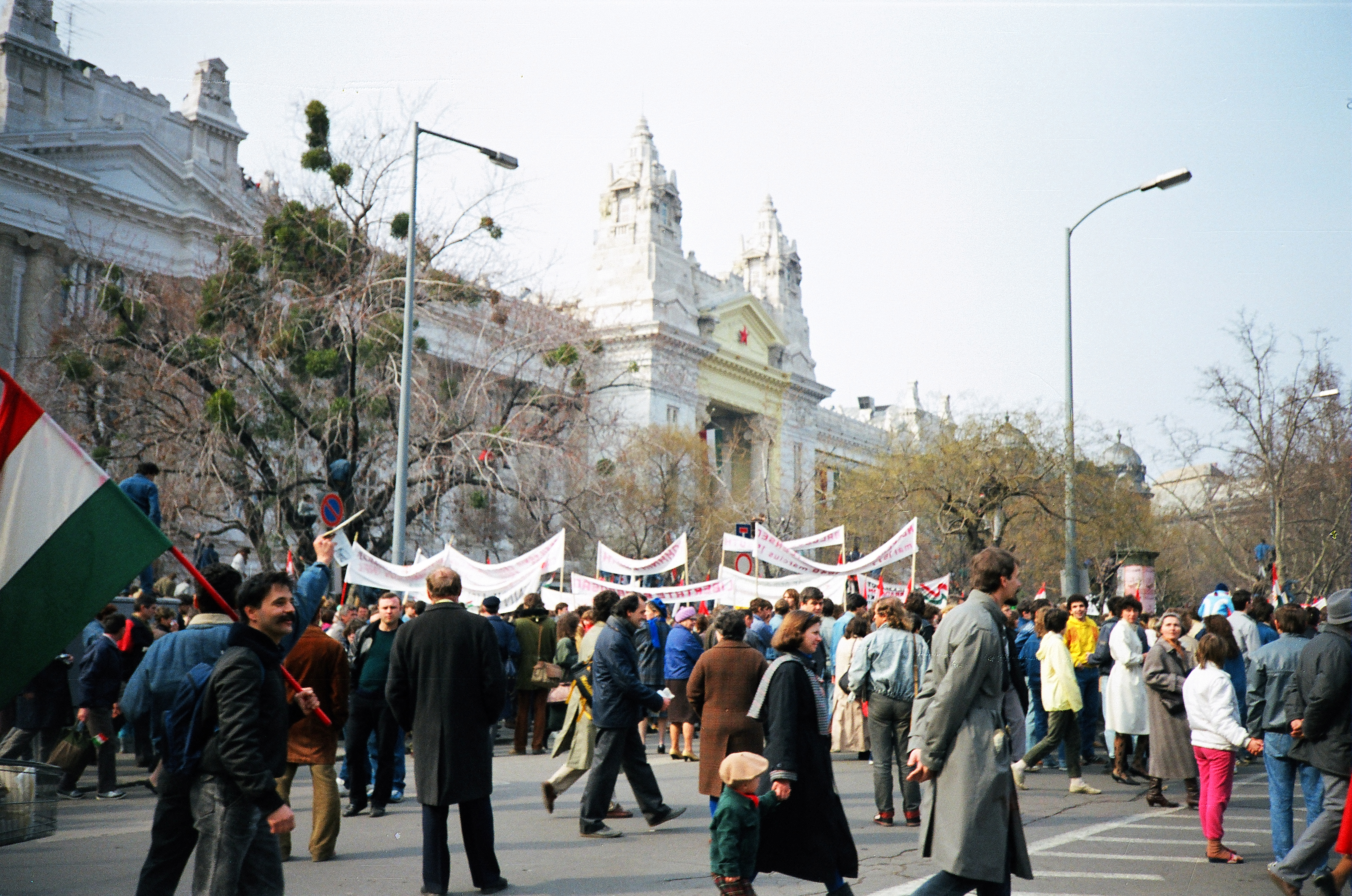
Húngaros manifestam-se na sede da televisão estatal, 15 de março de 1989

Manifestações em massa em 15 de março, o Dia Nacional, persuadiram o regime a iniciar negociações com as forças políticas não comunistas emergentes. As negociações da Mesa Redonda começaram em 22 de abril e continuaram até que o Acordo da Mesa Redonda foi assinado em 18 de setembro. As negociações envolveram os comunistas (MSzMP) e as novas forças políticas independentes emergentes Fidesz, a Aliança dos Democratas Livres (SzDSz), o Fórum Democrático Húngaro (MDF), o Partido Independente dos Pequenos Agricultores, o Partido Popular Húngaro, a Sociedade Endre Bajcsy-Zsilinszky e o Sindicato Democrático dos Trabalhadores Científicos. Numa fase posterior, foram convidados a Confederação Democrática dos Sindicatos Livres e o Partido Popular Democrata Cristão (KDNP). Nessas conversações surgiram vários futuros líderes políticos da Hungria, incluindo László Sólyom, József Antall, György Szabad, Péter Tölgyessy e Viktor Orbán.
Em 2 de maio de 1989, surgiram as primeiras fissuras visíveis na Cortina de Ferro quando a Hungria começou a desmantelar a cerca de 240 quilômetros na fronteira com a Áustria. Isso desestabilizou cada vez mais a Alemanha Oriental e a Tchecoslováquia durante o verão e o outono, à medida que milhares de seus cidadãos cruzavam ilegalmente para o Ocidente pela fronteira entre a Hungria e a Áustria. Em 1 de junho de 1989, o Partido Comunista admitiu que o antigo primeiro-ministro Imre Nagy, enforcado por traição pelo seu papel na revolta húngara de 1956, foi executado ilegalmente após um julgamento-espectáculo. Em 16 de junho de 1989, Nagy recebeu um funeral solene na maior praça de Budapeste, diante de uma multidão de pelo menos 100 mil pessoas, seguido de um enterro heróico.
A abertura, inicialmente discreta, de um portão de fronteira da Cortina de Ferro entre a Áustria e a Hungria, em agosto de 1989, desencadeou uma reação em cadeia, no final da qual a RDA deixou de existir e o Bloco Oriental se desintegrou. Foi o maior movimento de fuga da Alemanha Oriental desde a construção do Muro de Berlim em 1961. A ideia de abrir a fronteira partiu de Otto von Habsburg e foi por ele levada a Miklós Németh, que promoveu a ideia. A organização local em Sopron assumiu o Fórum Democrático Húngaro, os outros contactos foram feitos através de Habsburg e Imre Pozsgay.
Uma ampla divulgação de um piquenique planejado foi feita por meio de cartazes e panfletos entre os turistas da RDA na Hungria. A filial austríaca da União Paneuropeia, então liderada por Karl von Habsburg, distribuiu milhares de brochuras convidando-os para um piquenique perto da fronteira em Sopron. Após o piquenique pan-europeu, Erich Honecker ditou o Daily Mirror de 19 de agosto de 1989: "Habsburg distribuiu folhetos por toda a Polônia, nos quais os turistas da Alemanha Oriental foram convidados para um piquenique. Quando eles vieram para o piquenique, receberam presentes, comida e marcos alemães, e então foram persuadidos a vir para o Ocidente."
Com o êxodo em massa no chamado Piquenique Pan-Europeu, o comportamento hesitante subsequente do Partido Socialista Unificado da Alemanha e a não intervenção da União Soviética romperam as barragens. Agora, dezenas de milhares de alemães orientais informados pela mídia seguiram para a Hungria, que não estava mais disposta a manter suas fronteiras completamente fechadas ou a obrigar suas tropas de fronteira a usar a força das armas. Em particular, a liderança da RDA em Berlim Oriental já não ousou bloquear completamente as fronteiras do seu próprio país.
O Acordo da Mesa Redonda de 18 de setembro abrangeu seis projetos de lei que cobriam uma revisão da Constituição, a criação de um Tribunal Constitucional, o funcionamento e a gestão dos partidos políticos, eleições multipartidárias para deputados da Assembleia Nacional, o código penal e a lei de processo penal. As duas últimas mudanças representaram uma separação adicional do partido comunista do aparelho de Estado. O sistema eleitoral era um compromisso: cerca de metade dos deputados seriam eleitos proporcionalmente e a outra metade pelo sistema majoritário. Acordou-se uma presidência fraca. Não se chegou a um consenso sobre quem deveria eleger o presidente, o parlamento ou o povo, e quando essa eleição deveria ocorrer, antes ou depois das eleições parlamentares.
Em 7 de outubro de 1989, o Partido Comunista, no seu último congresso, restabeleceu-se como Partido Socialista Húngaro. Numa sessão histórica de 16 a 20 de outubro, o parlamento aprovou legislação que previa eleições parlamentares multipartidárias e eleições presidenciais directas, que tiveram lugar a 24 de março de 1990. A legislação transformou a Hungria de uma República Popular na República da Hungria, garantiu os direitos humanos e civis e criou uma estrutura institucional que assegurava a separação de poderes entre os poderes judicial, legislativo e executivo do governo. Em 23 de outubro de 1989, no 33º aniversário da Revolução de 1956, o regime comunista na Hungria foi formalmente abolido. A ocupação militar soviética da Hungria, que persistiu desde a Segunda Guerra Mundial, terminou em 19 de junho de 1991.

### Alemanha Oriental

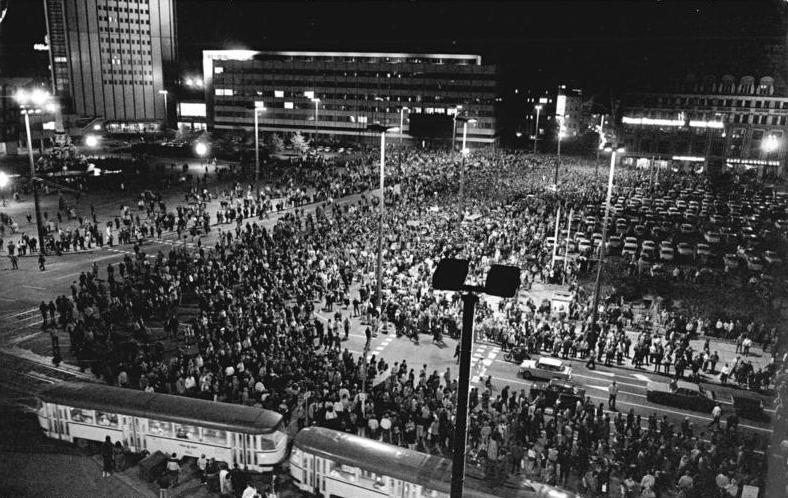
Manifestação de segunda-feira contra o governo em Leipzig em 16 de outubro de 1989

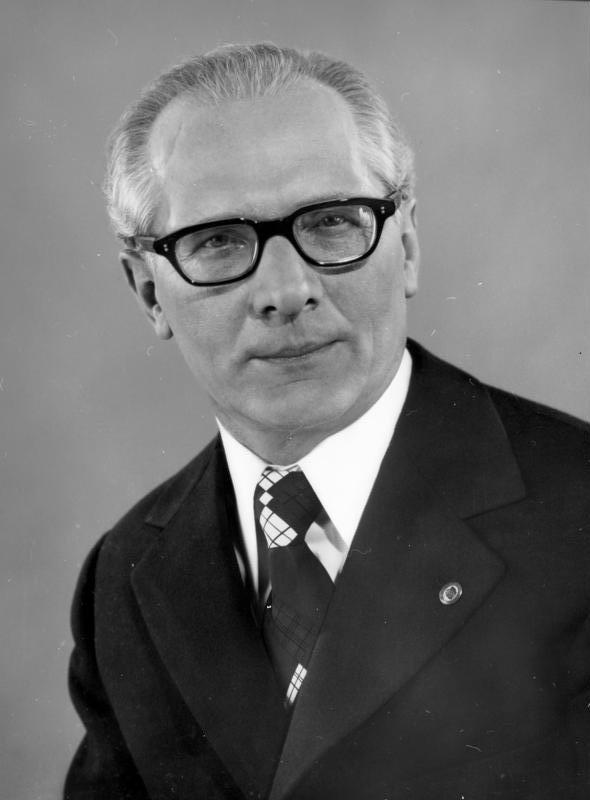
Erich Honecker, líder comunista da Alemanha Oriental

Até o final de setembro de 1989, mais de 30 mil alemães orientais haviam escapado para o Ocidente antes que a RDA negasse viagens para a Hungria, deixando a Tchecoslováquia como o único Estado vizinho para o qual os alemães orientais podiam escapar. Milhares de alemães orientais tentaram chegar ao Ocidente ocupando as instalações diplomáticas da Alemanha Ocidental em outras capitais da Europa Central e Oriental, principalmente a Embaixada de Praga e a Embaixada da Hungria, onde milhares acamparam no jardim lamacento de agosto a novembro, esperando pela reforma política alemã. A RDA fechou a fronteira com a Tchecoslováquia em 3 de outubro, isolando-se assim de todos os seus vizinhos. Tendo sido impedidos de escapar pela última vez, um número crescente de alemães orientais participou das manifestações de segunda-feira em Leipzig, nos dias 4, 11 e 18 de setembro, cada uma atraindo de 1,2 mil a 1,5 mil manifestantes. Muitos foram presos e espancados, mas as pessoas se recusaram a ser intimidadas. Em 25 de setembro, os protestos atraíram 8 mil manifestantes.
Após a quinta manifestação consecutiva de segunda-feira em Leipzig, em 2 de outubro, ter atraído 10 mil manifestantes, o líder do Partido Socialista Unificado (SED), Erich Honecker, emitiu uma ordem de atirar e matar aos militares. Os comunistas prepararam uma enorme presença policial, de milícias, da Stasi e de tropas de combate, e houve rumores de que um massacre ao estilo da Praça da Paz Celestial estava a ser planeado para a manifestação da segunda-feira seguinte, a 9 de outubro.
Apesar dos rumores de que os comunistas estavam planejando um massacre em 9 de outubro, 70 mil cidadãos se manifestaram em Leipzig naquela segunda-feira e as autoridades locais se recusaram a abrir fogo. Na segunda-feira seguinte, 16 de outubro, 120 mil pessoas se manifestaram nas ruas de Leipzig. Erich Honecker esperava que as tropas soviéticas estacionadas na RDA pelo Pacto de Varsóvia restaurassem o governo comunista e reprimissem os protestos civis. Em 1989, o governo soviético considerou impraticável que a União Soviética continuasse afirmando seu controle sobre o Bloco Oriental, então assumiu uma posição neutra em relação aos eventos que aconteciam na Alemanha Oriental. As tropas soviéticas estacionadas na Europa Oriental estavam sob instruções estritas da liderança soviética para não intervir nos assuntos políticos das nações do Bloco Oriental e permaneceram em seus quartéis. Diante da agitação civil em curso, o SED depôs Honecker em 18 de outubro e o substituiu pelo segundo homem mais importante do regime, Egon Krenz . No entanto, as manifestações continuaram crescendo. Na segunda-feira, 23 de outubro, os manifestantes em Leipzig somavam 300 mil e permaneceram assim na semana seguinte.

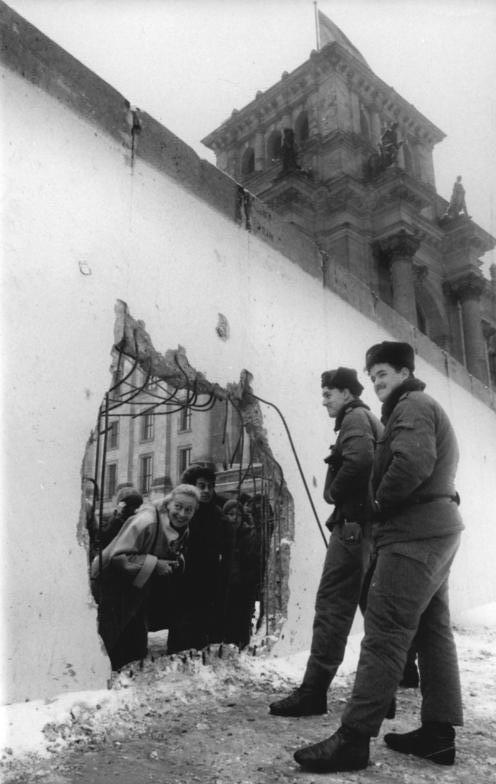
Os alemães ocidentais observam os guardas de fronteira da Alemanha Oriental através de um buraco no muro em 5 de janeiro de 1990.

Queda do Muro de Berlim
A queda do muro de Berlim (em alemão:  Mauerfall), em 9 de novembro de 1989, foi um evento crucial na história mundial que marcou a queda da Cortina de Ferro e o início da queda do comunismo na Europa Oriental e Central. A queda da fronteira interna da Alemanha ocorreu pouco depois. O fim da Guerra Fria foi declarado na Cúpula de Malta três semanas depois e a reunificação da Alemanha ocorreu em outubro do ano seguinte.
Após o desmantelamento de uma cerca elétrica ao longo da fronteira entre a Hungria e a Áustria, em abril de 1989, no início de novembro os refugiados estavam chegando à Hungria via Tchecoslováquia ou pela embaixada da Alemanha Ocidental em Praga. A emigração foi inicialmente tolerada por causa de acordos de longa data com o governo comunista da Tchecoslováquia, permitindo viagens gratuitas através de sua fronteira comum. No entanto, esse movimento de pessoas cresceu tanto que causou dificuldades para os dois países. Além disso, a Alemanha Oriental estava lutando para cumprir os pagamentos de empréstimos estrangeiros; Egon Krenz enviou Alexander Schalck-Golodkowski para pedir, sem sucesso, um empréstimo de curto prazo à Alemanha Ocidental para fazer pagamentos de juros. :344
Em 18 de outubro de 1989, Erich Honecker, antigo líder do Partido Socialista da Alemanha (SED), deixou o cargo em favor de Krenz. Honecker estava gravemente doente, e aqueles que queriam substituí-lo estavam inicialmente dispostos a esperar por uma "solução biológica", mas em outubro estavam convencidos de que a situação política e econômica era muito grave. :339 Honecker aprovou a escolha, nomeando Krenz em seu discurso de demissão, e o Volkskammer o elegeu devidamente. Embora Krenz tenha prometido reformas em seu primeiro discurso público, foi considerado pelo público da Alemanha Oriental como seguindo as políticas de seu antecessor e os protestos públicos exigindo sua renúncia continuaram.:347 Apesar das promessas de reforma, a oposição pública ao regime continuou a crescer.
Reunificação alemã
A reunificação da Alemanha (em alemão:  Deutsche Wiedervereinigung) foi o processo de 1990 em que a República Democrática Alemã (RDA/Alemanha Oriental) foi anexada pela República Federal da Alemanha (RFA/Alemanha Ocidental), ao reunificar a nação da Alemanha e a cidade de Berlim, como previsto pelo Artigo 23 da Lei Fundamental da República Federal da Alemanha. O final do processo de unificação é conhecido oficialmente como Unidade Alemã (em alemão:  Deutsche Einheit), comemorado no dia 3 de outubro (Dia da Unidade Alemã) (em alemão:  Tag der deutschen Einheit). Depois da reunificação alemã, Berlim foi novamente designada como a capital da Alemanha reunificada.
O regime da Alemanha Oriental começou a decair em maio de 1989, quando a remoção da cerca na fronteira com a Hungria abriu um buraco na Cortina de Ferro, o que causou o êxodo de milhares de alemães orientais, que fugiram para a Alemanha Ocidental e para a Áustria, através do território húngaro. A Revolução Pacífica, uma série de protestos promovidos por parte dos alemães orientais, levou às primeiras eleições livres da RDA, em 18 de março de 1990, e ao início das negociações entre a RDA e a RFA, que culminaram no Tratado de Unificação. Outras negociações entre a RDA e a RFA e as quatro potências de ocupação produziram o chamado "Tratado Dois Mais Quatro" (Tratado sobre a Regulamentação Definitiva referente à Alemanha) que dava a concessão de plena soberania para um Estado alemão unificado, cujas duas partes anteriormente tinha ainda sido afetadas por uma série de limitações decorrentes de seu estatuto pós-Segunda Guerra Mundial como regiões ocupadas.

### Checoslováquia

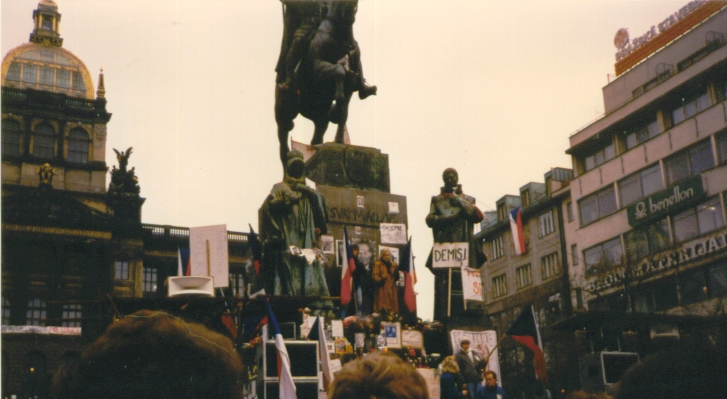
Protestos sob o monumento na Praça Venceslau, em Praga

### Bulgária
Em outubro e novembro de 1989, manifestações sobre questões ecológicas foram realizadas em Sófia, onde também foram expressas demandas por reformas políticas. As manifestações foram reprimidas, mas em 10 de novembro de 1989, um dia após a queda do Muro de Berlim, o líder de longa data da Bulgária, Todor Zhivkov, foi deposto pelo seu Politburo. Ele foi sucedido por um comunista consideravelmente mais liberal, o ex-ministro das Relações Exteriores Petar Mladenov. Moscou aparentemente aprovou a mudança de liderança, já que Zhivkov se opunha às políticas de Gorbachev. O novo regime revogou imediatamente as restrições à liberdade de expressão e reunião, o que levou à primeira manifestação em massa em 17 de novembro, bem como à formação de movimentos anticomunistas. Nove deles se uniram como União das Forças Democráticas (UDF) em 7 de dezembro.
Mladenov anunciou em 11 de dezembro de 1989 que o Partido Comunista abandonaria seu monopólio de poder e que eleições multipartidárias seriam realizadas no ano seguinte. Em fevereiro de 1990, o legislativo búlgaro eliminou a parte da constituição sobre o "papel de liderança" do Partido Comunista. Por fim, foi decidido que uma mesa redonda no modelo polonês seria realizada em 1990 e as eleições seriam realizadas em junho de 1990. A mesa redonda ocorreu de 3 de janeiro a 14 de maio de 1990, na qual foi alcançado um acordo sobre a transição para a democracia. O Partido Comunista abandonou o marxismo-leninismo em 3 de abril de 1990 e mudou seu nome para Partido Socialista Búlgaro. Em junho de 1990 realizaram-se as primeiras eleições livres desde 1931, ganhas pelo Partido Socialista Búlgaro.

### Romênia

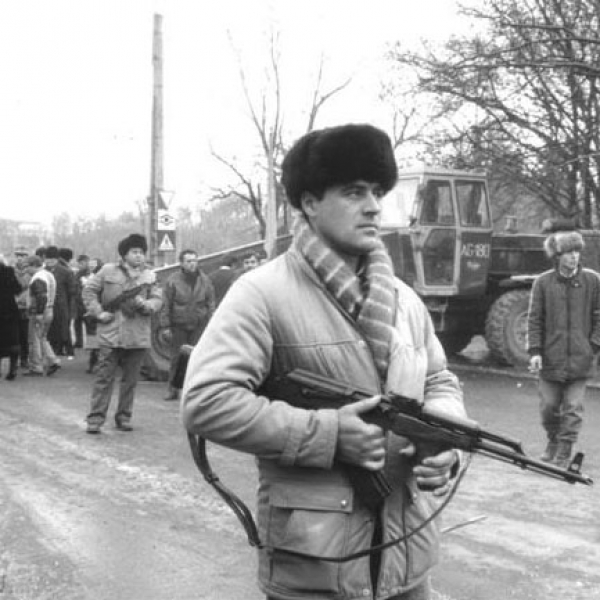
Civis armados durante a Revolução Romena. A revolução foi a única derrubada violenta de um estado comunista no Pacto de Varsóvia.

A Revolução Romena (em romeno: Revoluția română), também conhecida como Revolução de Natal (em romeno:  Revoluția de Crăciun), foi um período de violenta agitação civil na Romênia durante dezembro de 1989, como parte das Revoluções de 1989 que ocorreram em vários países ao redor do mundo, principalmente dentro do Bloco Oriental. A revolução romena começou na cidade de Timișoara e logo se espalhou por todo o país, culminando no julgamento e execução do antigo secretário-geral do Partido Comunista Romeno (PCR), Nicolae Ceaușescu, e sua esposa Elena, e no fim de 42 anos do regime comunista romeno. Foi também a última remoção de um governo marxista-leninista num país do Pacto de Varsóvia durante os acontecimentos de 1989, e a única que derrubou violentamente a liderança de um país e executou o seu líder; segundo estimativas, mais de mil pessoas morreram e milhares ficaram feridas.
Após a Segunda Guerra Mundial, a Romênia foi colocada sob a esfera de influência soviética em 1947, com a implementação do regime comunista. Quando a Romênia se separou da influência soviética em Abril de 1964, Nicolae Ceaușescu tornou-se o líder do país no ano seguinte. Sob o seu governo, a Roménia conheceu um breve declínio da repressão interna que levou a uma imagem positiva tanto a nível interno como no Ocidente. No entanto, a repressão intensificou-se novamente na década de 1970. Em meio às tensões no final da década de 1980, os primeiros protestos ocorreram na cidade de Timișoara em meados de dezembro por parte da minoria húngara em resposta a uma tentativa do governo de expulsar o pastor da Igreja Reformada Húngara, László Tőkés. Em resposta, os romenos solicitaram a deposição de Ceaușescu e uma mudança de governo à luz de acontecimentos recentes semelhantes nas nações vizinhas. A omnipresente força policial secreta do país, a Securitate, que foi ao mesmo tempo uma das maiores do Bloco de Leste e durante décadas foi a principal supressora da dissidência popular, reprimindo frequente e violentamente o desacordo político, acabou por se revelar incapaz de deter o que se aproximava, e depois revolta altamente fatal e bem sucedida.
O mal-estar social e econômico já estava presente na República Socialista da Romênia há já algum tempo, especialmente durante os anos de austeridade da década de 1980. As medidas de austeridade foram concebidas em parte por Ceaușescu para pagar as dívidas externas do país. Pouco depois de um discurso público fracassado de Ceaușescu na capital, Bucareste, que foi transmitido a milhões de romenos pela televisão estatal, os militares comuns passaram, quase por unanimidade, do apoio ao ditador para o apoio aos manifestantes. Motins, violência nas ruas e assassinatos em várias cidades romenas ao longo de cerca de uma semana levaram o líder romeno a fugir da capital no dia 22 de Dezembro com a sua esposa, Elena. Evitar a captura partindo às pressas de helicóptero retratou efetivamente o casal como fugitivos e também gravemente culpados dos crimes acusados. Capturados em Târgoviște, foram julgados por um tribunal militar rudimentar sob a acusação de genocídio, danos à economia nacional e abuso de poder para executar ações militares contra o povo romeno. Eles foram condenados por todas as acusações, sentenciados à morte, e imediatamente executados no dia de Natal de 1989, e foram as últimas pessoas a serem condenadas à morte e executadas na Romênia, já que a pena capital foi abolida logo depois. Durante vários dias após a fuga de Ceaușescu, muitos seriam mortos no fogo cruzado entre civis e membros das forças armadas que acreditavam que os outros eram "terroristas" da Securitate. Embora as notícias da época e os meios de comunicação de hoje façam referência à luta da Securitate contra a revolução, nunca houve qualquer evidência que apoiasse a afirmação de um esforço organizado contra a revolução por parte da Securitate. Os hospitais em Bucareste tratavam milhares de civis. Na sequência de um ultimato, muitos membros da Securitate entregaram-se em 29 de Dezembro com a garantia de que não seriam julgados.

### Iugoslávia

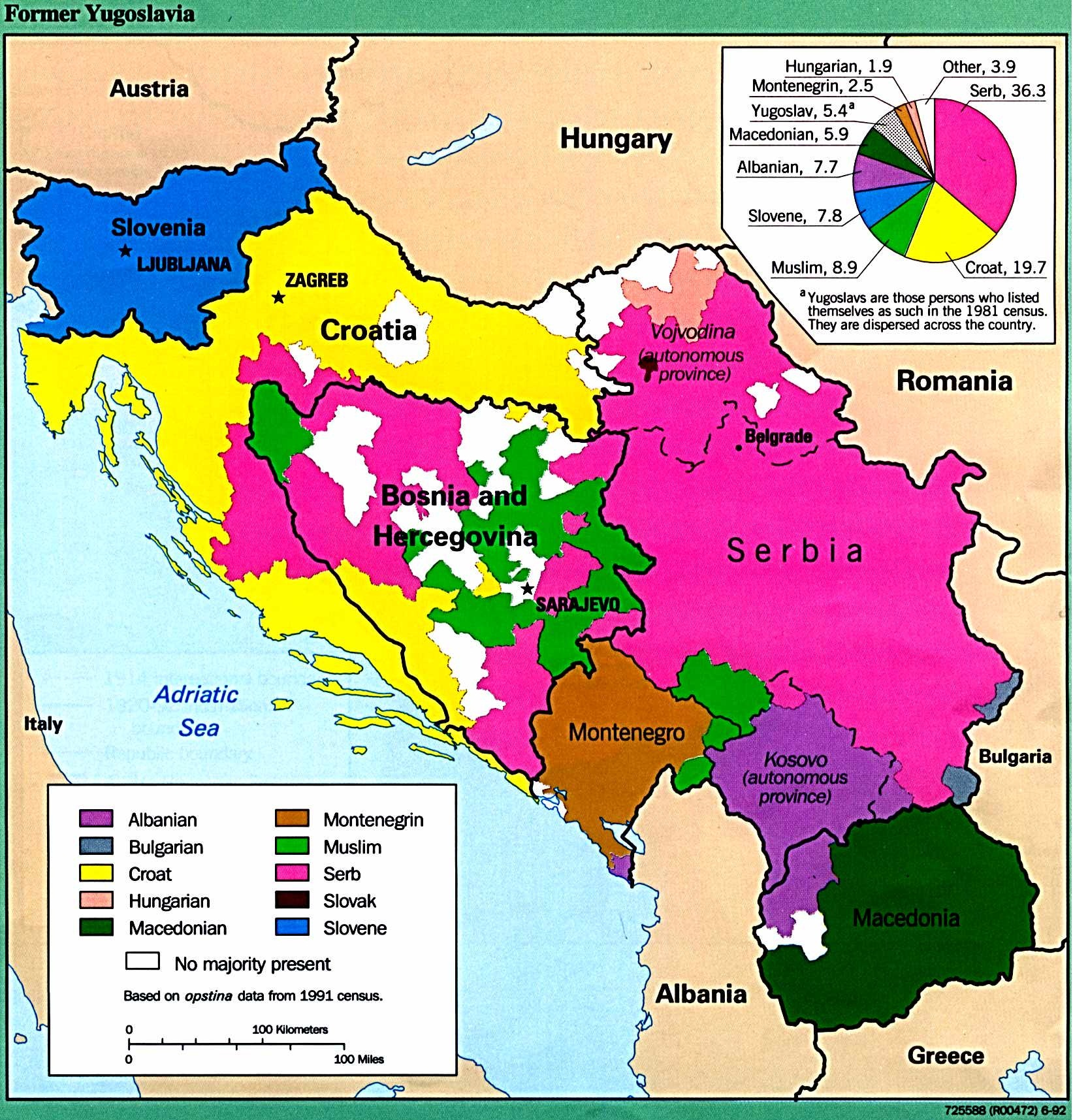
Grupos étnicos na Iugoslávia em 1991

A República Socialista Federativa da Iugoslávia não fazia parte do Pacto de Varsóvia, mas seguiu sua própria versão do comunismo sob Josip Broz Tito. Era um Estado multiétnico que Tito conseguiu manter por meio de uma doutrina patriótica iugoslava de "fraternidade e unidade". As tensões entre etnias começaram a aumentar com a Primavera Croata de 1970-71, um movimento por maior autonomia croata, que foi reprimido. Mudanças constitucionais foram instituídas em 1974, e a Constituição Iugoslava de 1974 delegou alguns poderes federais às repúblicas e províncias constituintes. Após a morte de Tito em 1980, as tensões étnicas aumentaram, primeiro no Kosovo de maioria albanesa, com os protestos de 1981.
Paralelamente ao mesmo processo, a Eslovênia iniciou uma política de liberalização gradual em 1984, um pouco semelhante à perestroika soviética. Isso provocou tensões entre a Liga dos Comunistas da Eslovênia e o Partido Central Iugoslavo e o exército federal. Em 1984, a proibição de uma década para construir a Catedral de São Sava em Belgrado foi suspensa. O recuo da elite comunista e uma reunião popular de 100 mil fiéis em 12 de maio de 1985 para celebrar a liturgia dentro dos muros das ruínas marcaram o retorno da religião na Iugoslávia do pós-guerra. No final da década de 1980, muitos grupos da sociedade civil estavam a pressionar no sentido da democratização, ao mesmo tempo que alargavam o espaço para a pluralidade cultural.
Em 1987 e 1988, uma série de confrontos entre a sociedade civil emergente e o regime comunista culminou na chamada Primavera Eslovena, um movimento de massa por reformas democráticas. O Comitê para a Defesa dos Direitos Humanos foi estabelecido como plataforma de todos os principais movimentos políticos não comunistas. No início de 1989, vários partidos políticos anticomunistas já estavam funcionando abertamente, desafiando a hegemonia dos comunistas eslovenos. Em breve, os comunistas eslovenos, pressionados pela sua própria sociedade civil, entraram em conflito com a liderança comunista sérvia.
Em janeiro de 1990, um Congresso extraordinário da Liga dos Comunistas da Iugoslávia foi convocado para resolver as disputas entre seus partidos constituintes. Diante da completa inferioridade numérica, os comunistas eslovenos e croatas abandonaram o Congresso em 23 de janeiro de 1990, efetivamente pondo fim ao partido comunista da Iugoslávia. Ambos os partidos das duas repúblicas ocidentais negociaram eleições multipartidárias livres com seus próprios movimentos de oposição.
Em 8 de abril de 1990, a coalizão democrática e anti-iugoslava DEMOS venceu as eleições na Eslovênia, enquanto em 22 de abril de 1990 as eleições croatas resultaram em uma vitória esmagadora para a União Democrática Croata (HDZ) nacionalista liderada por Franjo Tuđman. Os resultados foram muito mais equilibrados na Bósnia e Herzegovina e na Macedônia em novembro de 1990, enquanto as eleições parlamentares e presidenciais de dezembro de 1990 na Sérvia e Montenegro consolidaram o poder de Milošević e seus apoiadores. Eleições livres no nível da federação nunca foram realizadas. As lideranças eslovena e croata começaram a preparar planos de secessão da federação, enquanto uma parte dos sérvios da Croácia iniciou a chamada Revolução dos Troncos, uma insurreição organizada pela Sérvia que levaria à criação da região separatista de SAO Krajina . No referendo sobre a independência da Eslovénia, realizado em 23 de dezembro de 1990, 88,5% dos residentes votaram pela independência. No referendo de independência da Croácia em 19 de maio de 1991, 93,24% votaram pela independência.
As crescentes tensões étnicas e nacionais foram exacerbadas pela busca pela independência e levaram às seguintes guerras iugoslavas:
- Guerra na Eslovênia (1991)
- Guerra da Independência da Croácia (1991–1995)
- Guerra da Bósnia (1992–1995)
- Guerra do Kosovo (1998–1999), incluindo o bombardeio da Iugoslávia pela OTAN.

A insurgência no Vale de Preševo (1999–2001) e a insurgência na República da Macedónia (2001) são frequentemente discutidas no mesmo contexto.

### Albânia
Na República Socialista Popular da Albânia, Enver Hoxha, que liderou o país durante quatro décadas, morreu em 11 de abril de 1985. Seu sucessor, Ramiz Alia, começou a abrir gradualmente o regime de cima para baixo. Em 1989, as primeiras revoltas começaram em Shkodra e espalharam-se para outras cidades. Por fim, o regime existente introduziu alguma liberalização, incluindo medidas em 1990 que garantiam a liberdade de viajar para o exterior. Esforços foram iniciados para melhorar os laços com o mundo exterior. As eleições de março de 1991 — as primeiras eleições livres na Albânia desde 1923 e apenas as terceiras eleições livres na história do país — deixaram os antigos comunistas no poder, mas uma greve geral e a oposição urbana levaram à formação de um gabinete de coalizão incluindo não comunistas. As eleições parlamentares foram realizadas na Albânia em 22 de março de 1992, com uma segunda turno de votação para onze assentos em 29 de março, em meio ao colapso econômico e à agitação social.

### China
Embora a China não tenha passado por uma revolução que resultasse em uma nova forma de governo em 1989, um movimento nacional popular levou a grandes manifestações em favor de reformas democráticas. O líder chinês Deng Xiaoping desenvolveu o conceito de socialismo com características chinesas e promulgou reformas de economia de mercado por volta de 1984, mas as mudanças  políticas estagnaram.
Os protestos na Praça da Paz Celestial foram desencadeados pela morte de Hu Yaobang em 15 de abril de 1989. Na véspera do funeral de estado de Hu, cerca de 100 mil estudantes se reuniram na Praça da Paz Celestial para observá-lo; no entanto, nenhum líder saiu do Grande Salão. O movimento durou sete semanas.
O movimento durou desde a morte de Hu em 15 de abril até que tanques e tropas invadiram os protestos na Praça da Paz Celestial em 4 de junho de 1989. Em Pequim, a resposta militar ao protesto do governo da RPC deixou muitos civis encarregados de limpar a praça dos mortos e gravemente feridos. O número exato de vítimas não é conhecido e existem muitas estimativas diferentes. O evento, no entanto, causou algumas mudanças políticas. O problema com a migração em massa é que ela agora iniciou uma divisão cada vez maior entre os pobres rurais e os ricos urbanos.

### Cúpula de Malta

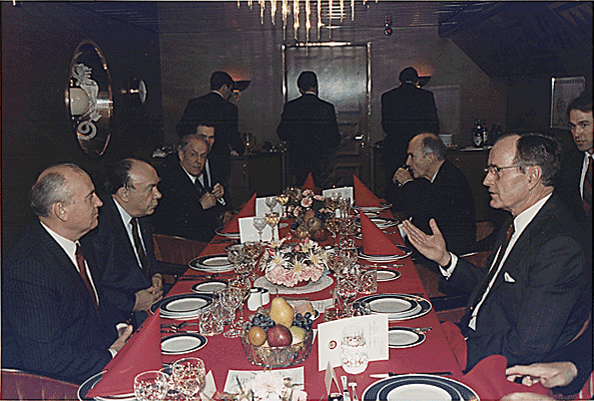
Mikhail Gorbachev and President George H. W. Bush on board the Soviet cruise ship Maxim Gorky, Marsaxlokk Harbour, December 1989

A Cúpula de Malta teve lugar entre o presidente americano, George H. W. Bush, e o líder soviético, Mikhail Gorbachev, em 2 e 3 de dezembro de 1989, apenas algumas semanas após a queda do Muro de Berlim, uma reunião que contribuiu para o fim da Guerra Fria em parte como resultado do movimento pró-democracia mais amplo. Foi o segundo encontro deles após uma reunião que incluiu o então presidente Ronald Reagan, em Nova York, em dezembro de 1988. As notícias da época  referiam-se à Cúpula de Malta como a mais importante desde 1945, quando o primeiro-ministro britânico Winston Churchill, o primeiro-ministro soviético Josef Stalin e o presidente dos EUA Franklin D. Roosevelt concordaram com um plano pós-guerra para a Europa na Conferência de Yalta.
 

### Dissolução da União Soviética

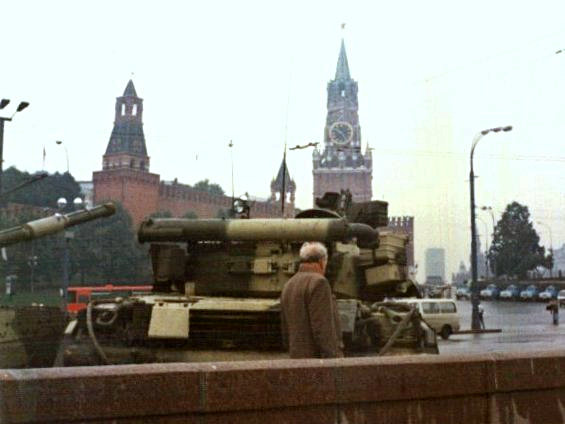
Tanques na Praça Vermelha de Moscou durante a tentativa de golpe de 1991

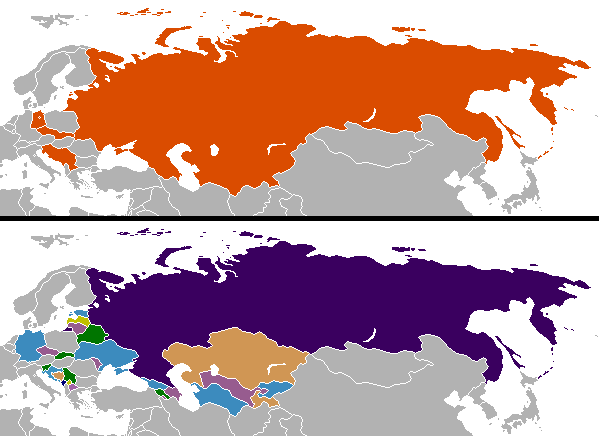
Mudanças nas fronteiras nacionais após o fim da Guerra Fria

A dissolução da União Soviética ocorreu em 26 de dezembro de 1991, como resultado da declaração nº. 142-Н do Soviete Supremo da União Soviética. A declaração reconheceu a independência das antigas repúblicas soviéticas e criou a Comunidade de Estados Independentes (CEI). No dia anterior, o presidente soviético Mikhail Gorbachev, o oitavo e último líder da União Soviética, renunciou, declarou seu cargo extinto e entregou seus poderes - incluindo o controle dos códigos do arsenal nuclear soviético - para o presidente russo, Boris Iéltsin. Naquela noite às 19h32, a bandeira soviética foi baixada do Kremlin de Moscou pela última vez e a substituída pela bandeira russa pré-revolucionária.
Anteriormente, de agosto a dezembro, todas as repúblicas individualmente, incluindo a própria Rússia, se separaram da União. Na semana anterior da dissolução formal da URSS, 15 repúblicas - todas, exceto os Estados bálticos e a Geórgia - assinaram o Protocolo de Alma-Ata estabelecendo formalmente a CEI e declarando que a União Soviética tinha deixado de existir.

#### Conflitos pós-soviéticos

Guerra Civil Georgiana e a Guerra na Abkházia em agosto-outubro de 1993

Alguns dos conflitos pós-soviéticos mais notáveis incluem a Guerra Civil do Tajiquistão, a Primeira Guerra de Nagorno-Karabakh, a Guerra da Transnístria, a Guerra da Ossétia do Sul de 1991–1992, a Primeira Guerra da Chechênia, a Guerra na Abkházia, o conflito Ossétia-Inguchétia, a Segunda Guerra da Chechênia, a Guerra Russo-Georgiana, os conflitos da Crimeia e do Donbass e a invasão russa da Ucrânia em 2022. Os conflitos étnicos na antiga União Soviética e o seu potencial para desencadear conflitos interestatais graves representaram uma grande ameaça à segurança regional e internacional durante os anos seguintes.

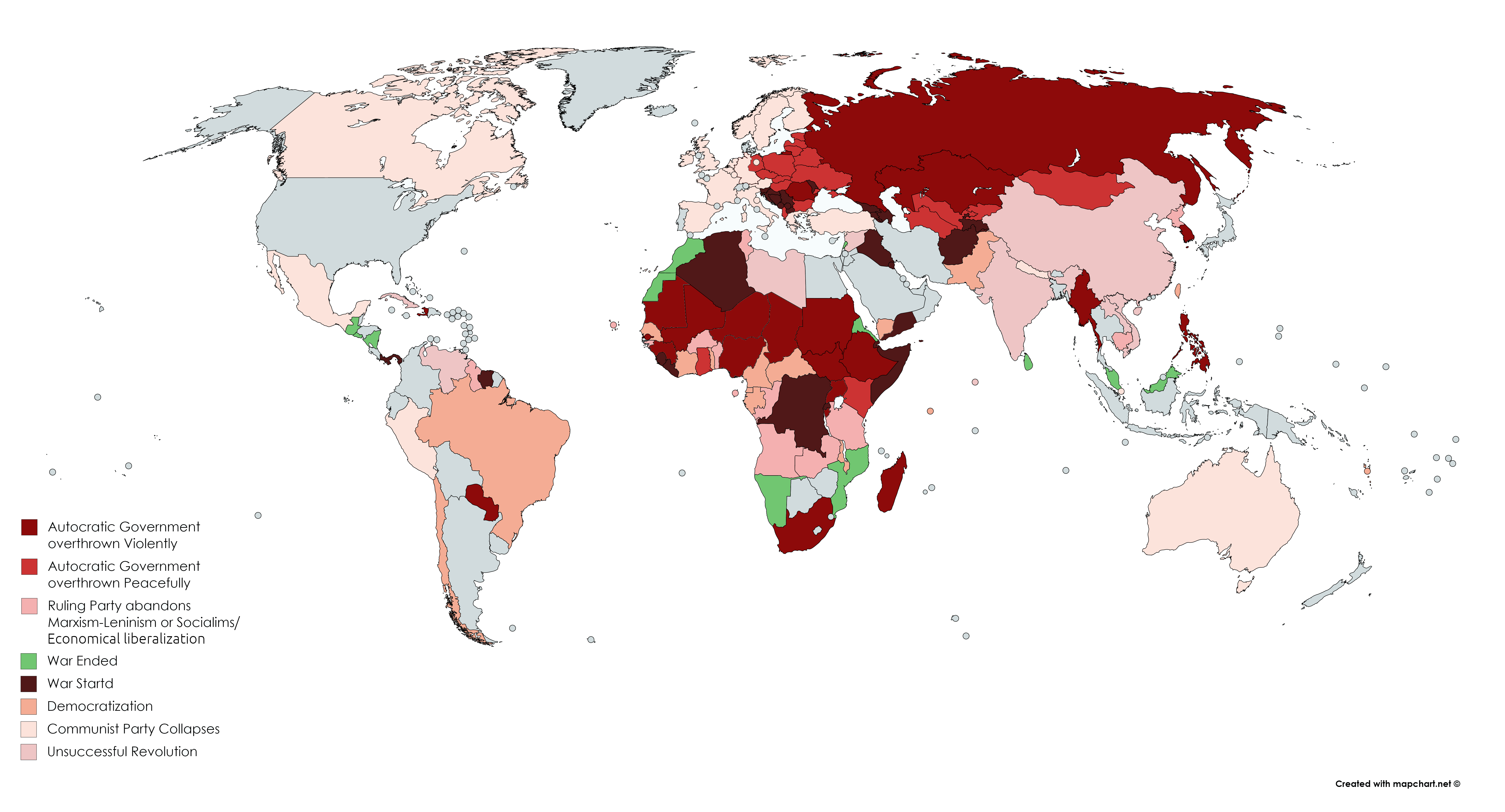
Efeitos globais das revoluções de 1988-1992

## Consequências

### Reformas políticas
A descomunização é um processo de superação dos legados das instituições, da cultura e da psicologia do estado comunista nos Estados pós-comunistas. A descomunização foi amplamente limitada ou inexistente. Os partidos comunistas não foram proibidos e seus membros não foram levados a julgamento. Apenas alguns lugares tentaram mesmo excluir membros dos serviços secretos comunistas da tomada de decisões.
Em vários países, o partido comunista simplesmente mudou de nome e continuou a funcionar. Em vários países europeus, contudo, apoiar ou tentar justificar crimes cometidos por regimes comunistas tornou-se punível com até três anos de prisão.

### Reformas econômicas

PIB russo desde o fim da União Soviética. A partir de 2014 são previsões

As empresas estatais nos países socialistas tinham pouco ou nenhum interesse em produzir o que os clientes queriam, o que resultava em escassez de bens e serviços. No início da década de 1990, a opinião geral era que não havia precedentes para a passagem do socialismo para o capitalismo"  e apenas algumas pessoas idosas se lembravam de como funcionava uma economia de mercado. Como resultado, era comum a opinião de que a Europa Central, do Sudeste e do Leste permaneceriam pobres durante décadas.
O colapso da União Soviética e a quebra dos laços econômicos que se seguiu levaram a uma grave crise e a uma queda catastrófica dos padrões de vida na década de 1990 nos estados pós-soviéticos e no antigo bloco oriental. Mesmo antes da crise financeira da Rússia de 1998, o PIB da Rússia era metade do que tinha sido no início da década de 1990 
Houve uma queda temporária da produção na economia oficial e um aumento da atividade econômica do mercado negro. Os países implementaram diferentes programas de reforma. Um exemplo, geralmente considerado bem-sucedido, foi o Plano Balcerowicz de "terapia de choque" na Polônia. Eventualmente, a economia oficial começou a crescer.
Num artigo de 2007, Oleh Havrylyshyn categorizou a velocidade das reformas nos antigos países comunistas da Europa:
- Big-Bang sustentado (mais rápido): Estônia, Letônia, Lituânia, República Tcheca, Polônia, Eslováquia
- Início Antecipado/Progresso Estável : Croácia, Hungria, Eslovênia
- Big-Bang abortado : Albânia, Bulgária, Macedônia, Quirguistão, Rússia
- Reformas graduais : Azerbaijão, Arménia, Geórgia, Cazaquistão, Ucrânia, Tajiquistão, Roménia
- Reformas limitadas (mais lentas): Bielorrússia, Uzbequistão, Turcomenistão

A OTAN adicionou 13 novos membros desde a reunificação alemã e o fim da Guerra Fria.

A ampliação da União Europeia em 2004 incluiu a República Tcheca, Estônia, Hungria, Letônia, Lituânia, Polônia, Eslováquia e Eslovênia. Em 2007, incluiu a Romênia e a Bulgária, enquanto a Croácia aderiu à UE em 2013. Os mesmos países também se tornaram membros da OTAN. Na Mongólia, a economia foi reformada de forma semelhante às economias do Leste Europeu. A Armênia declarou a sua decisão de aderir à União Aduaneira e ao Espaço Econômico Comum da Bielorrússia, Cazaquistão e Rússia, e participou na formação da União Econômica Eurasiática. A partir de 2015, a Arménia aderiu ao tratado da União Económica Eurasiática.
A liberalização econômica chinesa começou em 1978 e ajudou a tirar milhões de pessoas da pobreza, reduzindo a taxa de pobreza de 53% da população na era Mao para 12% em 1981. As reformas económicas de Deng ainda hoje são seguidas pelo PCC e, em 2001, a taxa de pobreza era de apenas 6% da população.
O professor da Universidade de Harvard, Richard B. Freeman, chamou o efeito das reformas de "A Grande Duplicação". Ele calculou que o tamanho da força de trabalho global duplicou de 1,46 bilhão para 2,93 bilhões de trabalhadores. Um efeito imediato foi uma redução na proporção entre capital e trabalho. A longo prazo, a China, a Índia e o antigo bloco soviético pouparão, investirão e contribuirão para a expansão do estoque de capital mundial.

### Continuação ideológica do comunismo

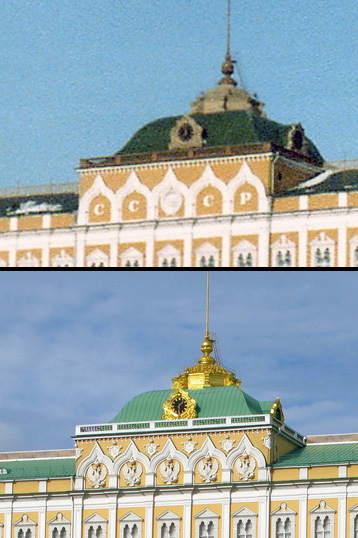
A fachada do Grande Palácio do Kremlin foi restaurada à sua forma original após a dissolução da URSS em 1991. O Emblema Estatal da URSS e as letras embutidas que formam a abreviação da URSS (CCCP) foram removidos e substituídos por cinco águias russas de duas cabeças. Na restauração do brasão, os territórios do Império Russo foram colocados acima das águias.

Em 2008, quase metade dos russos viam Stalin de forma positiva e muitos apoiavam a restauração dos seus monumentos anteriormente desmantelados.
Em 1992, o governo do presidente Yeltsin convidou Vladimir Bukovsky para servir como especialista e testemunhar no julgamento do PCUS pelo Tribunal Constitucional da Rússia, onde os comunistas estavam processando Yeltsin por proibir seu partido. O argumento do réu era que o próprio PCUS era uma organização inconstitucional. Para se preparar para seu depoimento, Bukovsky solicitou e obteve acesso a um grande número de documentos de arquivos soviéticos, então reorganizados no TsKhSD. Usando um pequeno scanner portátil e um computador portátil, ele conseguiu digitalizar secretamente muitos documentos, alguns com alta autorização de segurança, incluindo relatórios da KGB para o Comitê Central, e contrabandear os arquivos para o Ocidente.

### Interpretações
Os eventos pegaram muitas pessoas de surpresa. Antes de 1991, muitos pensavam que o colapso da União Soviética era impossível.
O livro de Bartlomiej Kaminski, O Colapso do Socialismo de Estado, argumenta que o sistema socialista de Estado tem um paradoxo letal, dizendo que "as ações políticas concebidas para melhorar o desempenho apenas aceleram a sua decadência". 
Em 1990, Coit D. Blacker escreveu que a liderança soviética "parecia ter acreditado que qualquer perda de autoridade que a União Soviética pudesse sofrer na Europa Central e do Sudeste seria mais do que compensada por um aumento líquido da sua influência na Europa Ocidental". No entanto, é improvável que Gorbachev alguma vez tenha pretendido o desmantelamento completo do comunismo e do Pacto de Varsóvia. Em vez disso, Gorbachev achava que os partidos comunistas da Europa Central e do Sudeste poderiam ser reformados de forma semelhante às reformas que ele esperava alcançar no PCUS.
Assim como a perestroika visava tornar a União Soviética mais eficiente econômica e politicamente, Gorbachev acreditava que o Comecon e o Pacto de Varsóvia poderiam ser reformados em entidades mais eficazes. Entretanto, Alexander Yakovlev, um conselheiro próximo de Gorbachev, declarou mais tarde que teria sido "absurdo manter o sistema" na Europa Central e do Sudeste. Yakovlev chegou à conclusão de que o Comecon dominado pelos soviéticos não poderia funcionar com base em princípios não mercantis e que o Pacto de Varsóvia não tinha "nenhuma relevância para a vida real".
Em retrospectiva, os regimes autoritários como a União Soviética têm maior probabilidade de estar sujeitos a sanções econômicas por parte das nações democráticas, criando uma vulnerabilidade mais arriscada ao colapso. Em 1991, Timur Kuran escreveu que, geralmente, os líderes eram desprezados e não conseguiam corresponder às expectativas de liberdade e prosperidade econômica que tinham prometido, levando à motivação dos cidadãos para derrubar o governo. A crise econômica refletida na maioria dos regimes fez com que as taxas de crescimento caíssem para perto de zero, antes das respectivas revoltas. Embora a economia socialista possa ter desempenhado um papel, Stathis N. Kalyvas argumenta que as sanções internacionais, bem como a composição governamental dos regimes autoritários, foram igualmente impactantes na redução da prosperidade das suas economias.
Estudiosos como Gale Stokes argumentam que a repressão moral sob o pretexto da segurança pelos regimes comunistas levou os cidadãos às ruas. Outros argumentam que a repressão dos dissidentes revolucionários e dos direitos humanos justificou o privilégio revolucionário em toda a Europa.